# Айшияз
Айшия́з (тат. Әйшияз) — деревня в Атнинском районе Республики Татарстан, в составе Кубянского сельского поселения.

## География
Деревня находится на реке Уртемка, в 11 км к северо-западу от районного центра — села Большая Атня.

## История
Окрестности деревни были обитаемы с IV-VII веков, о чём свидетельствует археологический памятник — Айшиязское городище.
Первоисточники упоминают о деревне с периода Казанского ханства.
В сословном плане, в XVIII веке и вплоть до 1860-х годов, жителей деревни причисляли к государственным крестьянам. В XVIII—XIX столетиях основными занятиями жителей являлись земледелие, скотоводство, лапотный промысел.
В «Списке населенных мест по сведениям 1859 года», изданном в 1866 году, населённый пункт упомянут как казённая деревня Ашияс 2-го стана Царёвококшайского уезда Казанской губернии. Располагалась при речке Уртеме, на просёлочной дороге, в 135 верстах от уездного города Царёвококшайска и в 7 верстах от становой квартиры в казённой деревне Уразлино (Казаклар). В деревне в 47 дворах жили 368 человек (177 мужчин и 191 женщина). Была мечеть.

## Население
| 1859 | 1897 | 1908 | 1920 | 1926 | 1938 | 1949 | 1958 | 1970 | 1979 | 1989 | 2002 | 2010 | 2015 |
| ---- | ---- | ---- | ---- | ---- | ---- | ---- | ---- | ---- | ---- | ---- | ---- | ---- | ---- |
| 368  | 409  | 426  | 520  | 474  | 537  | 441  | 349  | 374  | 306  | 261  | 244  | 207  | 201  |

Национальный состав
Согласно результатам переписи 2002 года, в национальной структуре населения села татары составляли 100% из 244 человек.

## Инфоаструктура
В деревне функционируют  фельдшерско-акушерский пункт, клуб, библиотека.

## Религия
Мечеть действует с 1989 года.